# Dreros

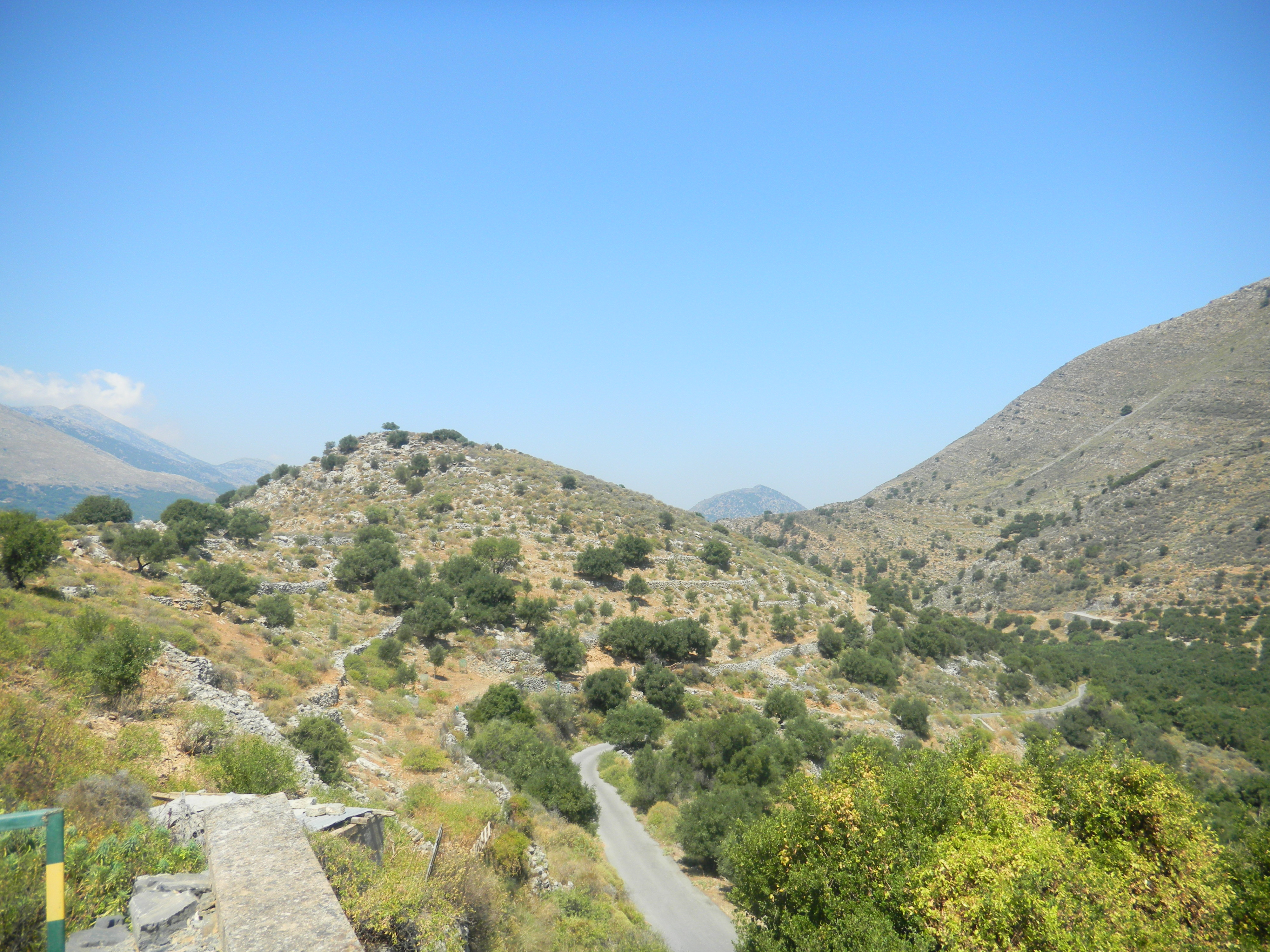
Dreros

Dreros (altgriechisch Δρῆρος) war eine antike Stadt auf Kreta. Sie liegt östlich vom modernen Neapoli.

## Geschichte
Dreros liegt im Norden der Insel nahe der Ebene von Mirabello auf zwei Hügeln am Abhang des Kadiston. Es gibt keine Reste aus minoischer Zeit. Die Stadt erlebte vor allem in geometrischer und archaischer Zeit ihre Blüte und wird in verschiedenen Inschriften genannt, aus denen hervorgeht, dass sie permanent mit Nachbarstädten Krieg führte. Bei antiken Autoren erscheint sie dagegen so gut wie gar nicht. Im 3. Jahrhundert v. Chr. war sie mit Knossos verbündet. Im zweiten Jahrhundert v. Chr. verlor sie wahrscheinlich ihre Eigenständigkeit und gehörte zu Knossos oder Lyttos. In hellenistischer Zeit prägte Dreros eigene Münzen. Der Ort war auch noch unter den Römern und den Byzantinern bewohnt. Die Hauptgottheiten waren Apollo Delphinios und Athene Polioucho.

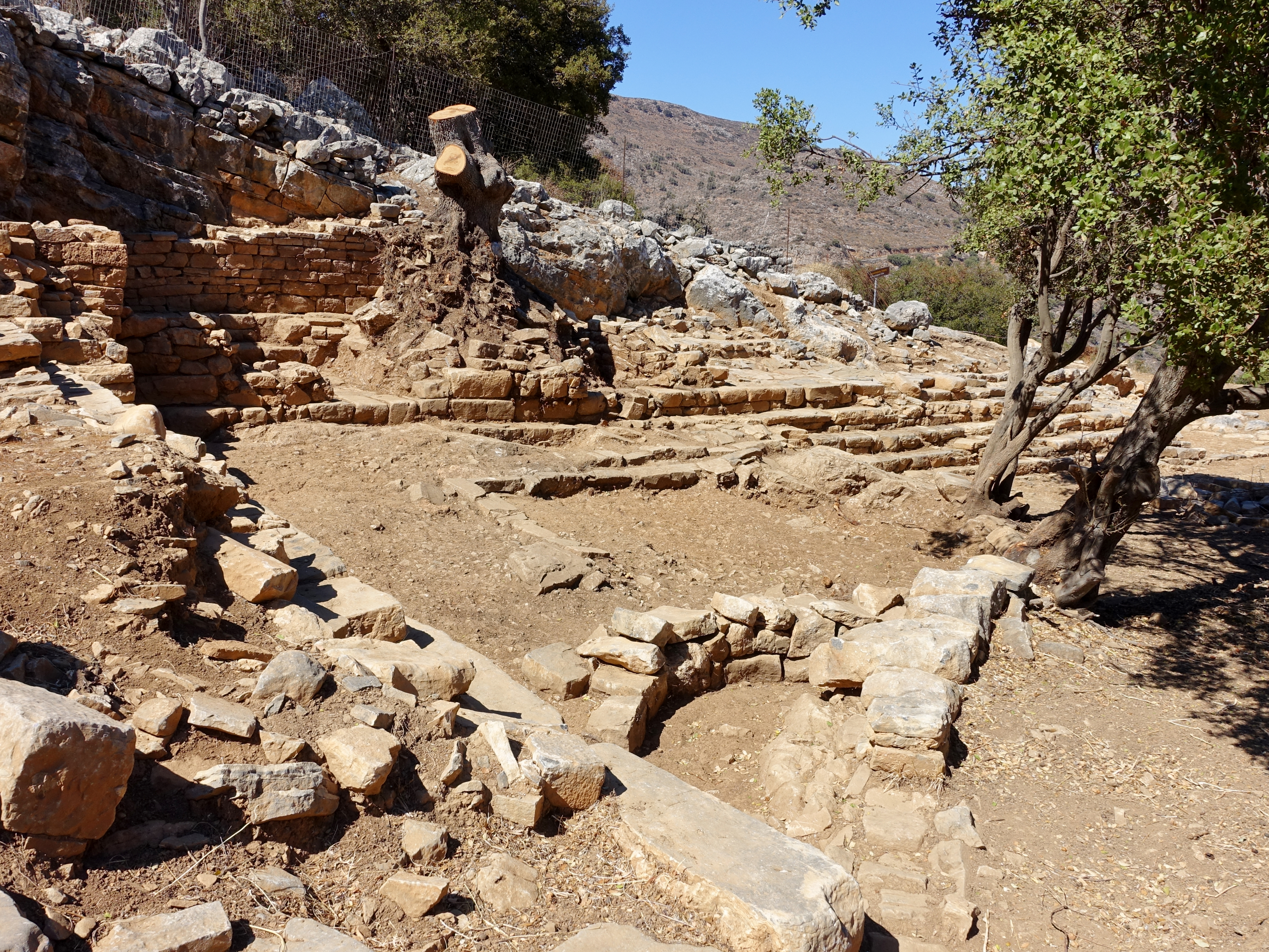
Westseite der Agora

## Archäologie

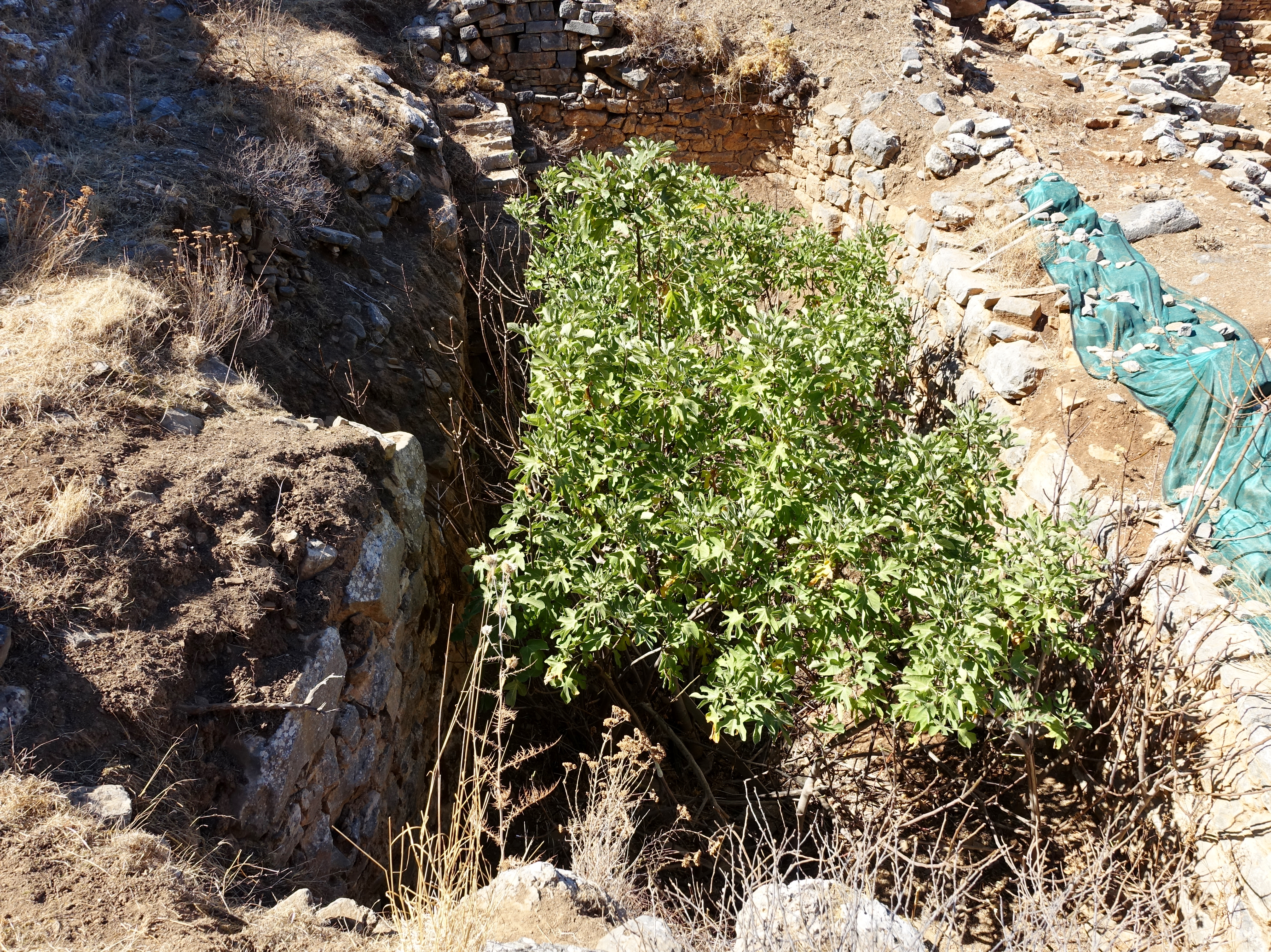
Reste der Zisterne

Die Stadt ist zum großen Teil ausgegraben. Das Zentrum lag zwischen den beiden Hügeln. Hier befand sich die relativ große Agora (etwa 40 × 20 Meter). Oberhalb der Agora, im Südwesten, stand ein Tempel, in dem Apollo verehrt wurde und bei dem es sich um einen der frühesten erhaltenen griechischen Tempel überhaupt handelt. Hier fanden sich auch drei Bronzestatuen mit einem einstigen Holzkern, die vielleicht Apollo, Artemis und Leto darstellen. Sie datieren um 650 bis 640 v. Chr. Der eigentliche Tempel ist wahrscheinlich um 775 v. Chr. erbaut worden. Die Cella ist etwa 10,90 × 7,20 Meter groß (Außenmaße). Unterhalb des Tempels wurde im späten dritten Jahrhundert eine große Zisterne (3,50 × 5,50 m und etwa 8 m tief) errichtet. Es fanden sich eine Widmungsinschrift und diverse andere, die hier wahrscheinlich vom Tempel hinuntergefallen sind. Darunter befindet sich der älteste griechische Gesetzestext. Zwei Inschriften aus der Stadt sind in eteokretischer Sprache verfasst. Es sind umfangreiche Festungsanlagen erhalten. Teile eines Friedhofes konnten ausgegraben werden.
Die Ruinen können heutzutage besucht werden.